# IT (小説)
『IT』（イット、It）は、アメリカの作家スティーヴン・キングが1986年に発表したホラー小説。キングの22番目の作品であり、自身の名前で著した17番目の作品である。物語は、7人の子どもたちが、恐怖心を利用して自分を偽装しながら獲物を狙う邪悪な存在に脅かされていく様子を描いている。

## 概要
この小説は、2つの時代を交互に行き来しながら、主に三人称の語り手によって語られる。記憶の力、幼少期のトラウマとその大人になってからの繰り返し、アメリカの小さな町の牧歌的な外観の下に潜む悪意、相互の信頼と犠牲によって悪を克服することなど、後にキングの定番となったテーマを扱っている。
キングは、1978年にこの物語を構想し、1981年に執筆を開始したと述べている。書き終えたのは1985年のことである。 童話『三びきのやぎのがらがらどん』に出てくるようなトロールを主人公にしたかったが、橋の下だけではなく、下水道にも生息しているものにしたかったと語っている。また、子供と大人の物語を織り交ぜた作品にしたいと考えていた。また、ペニーワイズのモデルの一つは、ジョン・ゲイシーであるとも言われている。
この小説は1987年に英国幻想文学大賞を受賞し、同年のローカス賞と世界幻想文学大賞にもノミネートされた。また、パブリッシャーズ・ウィークリー誌は、1986年にアメリカで最も売れたハードカバーのフィクションとした。この作品は、トミー・リー・ウォレスが監督した1990年の2部作ミニシリーズ、グレン・バレットとアンクシュ・モフラが監督した1998年のヒンディー語のテレビシリーズ、そしてアンディ・ムスキエティが監督した『IT/イット “それ”が見えたら、終わり。』（2017年）と『IT/イット THE END “それ”が見えたら、終わり。』（2019年）が製作されている。

## 出版
日本では、小尾芙佐によって翻訳され、文藝春秋より出版されている。当初はあまりの膨大なページ数に、翻訳の引き受け手がいなかった。また、小尾も米国在住の知人の手を借りて、原稿用紙3800枚に及ぶ文章を2年をかけて翻訳している。
- 単行本
  - IT(上) ISBN 978-4-16-312840-5
  - IT(下) ISBN 978-4-16-312850-4
- 文庫
  - IT(1) ISBN 978-4-16-714807-2
  - IT(2) ISBN 978-4-16-714808-9
  - IT(3) ISBN 978-4-16-714809-6
  - IT(4) ISBN 978-4-16-714810-2